# باتيرنوبولي
باتيرنوبولي، (بالإنجليزية: Paternopoli)‏، هي بلدة و(بلدية) في مقاطعة أفيلينو، كامبانيا، جنوب إيطاليا.

## السكان
في سنة 1861 بلغ عدد السكان 2٬218 نسمة، وتطور العدد ليصل في سنة 2011 لـ 2٬489 نسمة.
يظهر هذا المخطط البياني تطور النمو السكاني لـ باتيرنوبولي